# Pi (film)
π (eller Pi) är en amerikansk film från 1998 regisserad av Darren Aronofsky. Titeln kommer från den matematiska konstanten π, vars irrationella decimaler har ett centralt tema. Filmen handlar om hur en matematiker försöker finna ett mönster i π.

## Handling
Filmen handlar om den schizofrena matematikern Maximillian Cohen som tror att allt i naturen kan förklaras och förstås genom tal. Hans bästa vän och granne är en gammal man vid namn Zol som spelar Go hela dagarna. Max lider av epilepsi och Hortons huvudvärk och får då och då diverse hallucinationer. Han upplever att allt kan förklaras inte bara med algoritmer, utan med ett enda specifikt algoritm, som han försöker applicera på att visa att talet π inte är irrationellt utan har ett underliggande mönster. I sitt arbete med sina "universella algoritm" tycks både kabbala-troende och finansjättar vara intresserade av honom och hans uträkningar.